# Фейеноорд (стадион)
«Фе́йеноорд» (нидерл. Stadion Feyenoord), более известный под прозвищем de Kuip («Бадья») — футбольный стадион в Роттердаме, построенный в 1937 году. Назван в честь футбольного клуба «Фейеноорд» и одноимённого района Роттердама.